# پارک شی هوان
پارک شی هوان (کره‌ای: 박시환؛ زادهٔ ۳۰ ژوئیه ۱۹۸۷) خواننده اهل کره جنوبی است. او بیشتر به عنوان کسب جایگاه دوم برنامه شبکه ام‌نت به نام سوپراستار کی ۵ شناخته می‌شود. او نخستین تک‌آهنگ خود را با نام «کاری از دست من برنمیاد» در ۱۰ آوریل ۲۰۱۴ منتشر کرد.

## ترانه‌شناسی

### آلبوم‌های استودیویی
| عنوان                       | جزئیات آلبوم                                                                | بالاترین جایگاه جدول | فروش               |
| عنوان                       | جزئیات آلبوم                                                                | کره جنوبی            | فروش               |
| --------------------------- | --------------------------------------------------------------------------- | -------------------- | ------------------ |
| طعم رنگین‌کمان               | - انتشار: ۲ آوریل ۲۰۱۵ - ناشر: توتال‌ست - فرمت: سی‌دی، دانلود دیجیتال         | ۴                    | - کره جنوبی: ۵٬۸۰۸ |
| با من بخوان (나로 노래하다) | - تاریخ انتشار: ۲۹ دسامبر ۲۰۱۶ - ناشر: توتال‌ست - فرمت: سی‌دی، دانلود دیجیتال | ۲۹                   | - کره جنوبی: ۷۶۵   |